# Enjoy San Antonio
Enjoy San Antonio (ex Casino del Pacífico), es un Casino de juego en Chile, ubicado en la ciudad de San Antonio, en la Región de Valparaíso.
Está integrado al centro comercial Arauco San Antonio, ubicado en la costanera del puerto de San Antonio.
El casino cuenta con 342 Máquinas de Azar, 17 mesas de juego y 148 posiciones de bingo.
Desde abril de 2019 , el recinto es de propiedad de la compañía Enjoy.